# Spoorlijn Bettembourg - Esch-sur-Alzette
De Spoorlijn Bettembourg - Esch-sur-Alzette is een spoorlijn tussen Bettembourg en Esch-sur-Alzette in Luxemburg. De spoorlijn is 12,2 km lang en heet als nummer CFL Lijn 6a.

## Geschiedenis
De spoorlijn werd gebouwd en geëxploiteerd door de spoorwegmaatschappij "Compagnie Grande Luxembourg" en werd geopend op 23 april 1860.

## Treindiensten
De CFL verzorgt het personenvervoer met RE en RB treinen.
| Serie   | Treinsoort             | Route                                  | Bijzonderheden                        |
| ------- | ---------------------- | -------------------------------------- | ------------------------------------- |
| RE 6700 | Regional-Express (CFL) | Luxemburg – Esch-sur-Alzette – Rodange | Twee treinen per dag, niet op zondag. |
| RE 6900 | Regional-Express (CFL) | Luxemburg – Esch-sur-Alzette – Rodange | Rijdt niet op zondag.                 |
| RB 6300 | Regionalbahn (CFL)     | Luxemburg – Esch-sur-Alzette           |                                       |
| RB 6800 | Regionalbahn (CFL)     | Luxemburg – Esch-sur-Alzette – Rodange |                                       |

## Aansluitingen
In de volgende plaatsen is of was er een aansluiting op de volgende spoorlijnen:
Bettembourg
CFL 6, spoorlijn tussen Luxemburg en Bettembourg
CFL 6b, spoorlijn tussen Bettembourg en Volmerange-les-Mines
Noertzange
CFL 6c, spoorlijn tussen Noertzange en Rumelange-Ottange
Scheuerbusch
CFL 6k, spoorlijn tussen Brucherberg en Scheuerbusch
Esch-sur-Alzette
CFL 6e, spoorlijn tussen Esch-sur-Alzette en Audun-le-Tiche
CFL 6f, spoorlijn tussen Esch-sur-Alzette en Pétange

## Elektrificatie
Het traject van de CFL werd in 1960 geëlektrificeerd met een spanning van 25.000 volt 50 Hz.
CFL Lijn 6 en 6a:
Luxemburg · Luxembourg-Howald · Howald · Fentange · Berchem · Bettembourg · Noertzange · Schifflange · Esch-sur-Alzette · Belval-Université · Belval-Lycée · Belval-Rédange · Belvaux-Soleuvre · Oberkorn · Differdange · Niederkorn · Pétange · Lamadeleine · Rodange 

CFL Lijn 6b: Bettembourg · Dudelange-Burange · Dudelange-Ville · Dudelange-Centre · Dudelange-Usines · Volmerange-les-Mines

CFL Lijn 6c: Noertzange · Kayl · Tétange · Rumelange · Rumelange-Ottange

CFL Lijn 6e: Esch-sur-Alzette · La Hoehl · Audun-le-Tiche
Zie ook: CFL Lijn 1 · CFL Lijn 2 · CFL Lijn 3 · CFL Lijn 4 · CFL Lijn 5 · CFL Lijn 7